# أسبقية إنجيل مرقس
أسبقية إنجيل مرقس أو أولوية إنجيل مرقس هو فرضية كون إنجيل مرقس أول الأناجيل الإزائية الثلاثة التي كتبت واستخدم مصدرًا للإنجيلين الآخرين ( متى ولوقا ). لذلك، يشكل هذا الأمر عنصرًا رئيسًا في مناقشة مشكلة الأناجيل الإزائية والعلاقة الوثيقة فيما بينهم. وقد تقبل معظم الباحثين منذ أواخر القرن التاسع عشر مفهوم أسبقية إنجيل مرقس، بالرغم من دعم عدد منهم لطرق مختلفة لبيان الفرضية أو رفضهم إياها كليًا، وهذا ما شكل الأساس لفرضية المصدرين المقبولة على نطاق واسع.  

## نبذة تاريخية
بني التقليد الذي تناقله آباء الكنيسة على كون إنجيل متى أول إنجيل مكتوب باللغة العبرية والذي استخدمه مرقس ولوقا فيما بعد مصدرًا لنصوصهم.  وقد ظهر ذلك مبكرًا في كتاب إيرينيئوس المعنون ضد البدع  فيما كتب القديس أوغسطينوس في القرن الخامس: "يُعتقد أن هؤلاء الإنجيليين الأربعة الذين انتشرت أسماؤهم على نطاق واسع في جميع أنحاء العالم، والذين حُدد عددهم بأربعة، قد كتبوا بالترتيب التالي: أولًا متى، ثم مرقس، ثالثًا لوقا، وأخيرًا يوحنا". و"صحيح أن متى وحده من بين هؤلاء الأربعة يُعتَقَد أنه كتب باللغة العبرية؛ أما الآخرون فقد كتبوا باليونانية. ومهما بدا أنهم حافظوا على ترتيب معين في السرد لكل منهم، فلا يُفهم من ذلك أن كل كاتب اختار الكتابة جاهلًا بما كتبه سلفه..."  ومع ذلك، بدأت هذه النظرة إلى أصول الأناجيل تواجه تحديات في أواخر القرن الثامن عشر، عندما اقترح غوتلوب كريستيان ستور في عام 1786 فرضية أن إنجيل مرقس هو أول إنجيل كُتب.   لم تلقَ هذه الفرضية قبولًا بادئ الأمر، إذ فضَّل معظم الباحثين أسبقية إنجيل متى طبقًا لكتابات القديس أوغسطينوس وفرضية غريسباخ أو فرضية المتفرقات (التي تشير إلى تسجيل قصص حول يسوع في العديد من الوثائق والسجلات، ثمَّ جمعها ودمجها الإنجيليون لتدوين الأناجيل الإزائية).
قارن كارل لاخمان عام 1835 الأناجيل الإزائية في أزواج في ضوء فرضية المتفرقات، ولاحظ اتفاق إنجيل متى مع إنجيل مرقس غالبًا واختلافه عن إنجيل لوقا في ترتيب الآيات، فيما يتفق إنجيل لوقا مع مرقس غالبًا ويختلف عن متى. وبالتالي فإن إنجيلي متى ولوقا نادرًا ما يتفقان بعضهما مع بعض وهذا الأمر مخالف عند النظر للاتفاق بين هذين الإنجيلين وإنجيل مرقس. استنتج لاخمان من هذا الأمر محافظة فضلى لإنجيل مرقس على ترتيب ثابت نسبيًا للأحداث التي جرت في خدمة يسوع. 
وسع عالما اللاهوت كريستيان جوزيف ويلك وكريستيان هيرمان فايس فرضية لاخمان عام 1838، واستنتجا أن إنجيل مرقس لم يتفق فقط مع الإنجيلين الآخرين، بل كان أيضًا مصدرًا لهما، فيما لم تلقَ فكرتهما قبولًا بادئ الأمر، لكن تأييد هاينريخ يوليوس هولتزمان عام 1863 لبنية مؤهلة من فرضية أسبقية إنجيل مرقس نالت استحسانًا عامًا.
تجادل العديد حول النسخة المقدمة مصدرًا من إنجيل مرقس، لتدوين إنجيلي متى ولوقا، هل استخدما إنجيل مرقس المدون حاليًا في الإنجيل أو نسخة أكثر أصالة.  لذلك، فقد تناول جيه سي هوكينز في عام 1899 المسألة بتحليل إحصائي دقيق وجادل لصالح أسبقية مرقس المدون دون مرقس الأصيل،  وسرعان ما تبعه باحثون بريطانيون آخرون   لتعزيز الحجة، التي حظيت بعد ذلك بقبول واسع النطاق.
اعتبر معظم العلماء في القرن العشرين أن أولوية مرقس لم تعد مجرد فرضية بل حقيقة ثابتة.  ومع ذلك، فقد أثبتت التحديات الجديدة من جانب كريستوفر بتلر  ووليام فارمر  تأثيرها في إحياء الفرضية المنافسة حول أولوية إنجيل متى، وقد شهدت العقود الأخيرة باحثون أقل يقينًا بشأن أولوية مرقس وأكثر حرصًا على استكشاف جميع البدائل. 

### المعلومات العامة للمراجع
- Bauckham، Richard (2006). Jesus and the Eyewitnesses: The Gospels as Eyewitness Testimony. Eerdmans Publishing Company. ISBN:0802831621.
- Goodacre، Mark (2001). The Synoptic Problem: A Way Through the Maze. A&C Black. ISBN:0567080560.
- Powers، B. Ward (2010). The Progressive Publication of Matthew: An Explanation of the Writing of the Synoptic Gospels. B&H Publishing. ISBN:978-0805448481. مؤرشف من الأصل في 2023-04-07.
- Thomas، Robert L.؛ Farnell، F. David (1998). "The Synoptic Gospels in the Ancient Church". في Thomas، Robert L.؛ Farnell، F. David (المحررون). The Jesus Crisis: The Inroads of Historical Criticism Into Evangelical Scholarship. Kregel Publications. ص. 39–46. ISBN:082543811X.
- Tuckett، Christopher M. (2008). "The current state of the Synoptic Problem" (PDF). Oxford Conference on the Synoptic Problem. مؤرشف من الأصل (PDF) في 2008-05-29. Republished in Foster، Paul؛ وآخرون، المحررون (2011). New Studies in the Synoptic Problem: Oxford Conference, April 2008. Bibliotheca Ephemeridum Theologicarum Lovaniensium. ج. 239. ص. 9–50. ISBN:978-9042924017.